# Мхонза, Сара
Сара Мхонза (свати Sara Mkhonza; род. 7 мая 1957, Сипофанени) — эсватинская писательница. Была вынуждена уехать из страны в 2003 году под давлением короля Мсвати III, который обвинил её в «измене Родине» и в «издевательстве над традициями свази».

## Биография
Сара Мхонза родилась в городе Сипофанени в регионе Лубомбо. Училась в средней школе в городе Манзини. Училась в Университете штата Иллинойс, и получила докторскую степень в области английского языка в Университете штата Мичиган в 1996 году. Преподавала в Свазилендском университете английский язык, публиковалась в газетах Times of Swaziland и The Swazi Observe, в которых высказывала свои оппозиционные взгляды. Последовали угрозы и нападения, в частности проникновение в её кабинет в университете и похищение оттуда её компьютера и дискет в 2001 году, что в конечном итоге вынудило её к эмиграции. Получила политическое убежище в США в 2005 году. С тех пор преподаёт в Корнеллском, Бостонском и Стенфордском университетах языки коса и зулу. Мать двоих сыновей.

## Творчество
Среди её работ роман «Макмиллиан Болесва» (свати Macmillan Boleswa) удостоенная премии[какой?], «Боль Девы» (1988), «Что готовит нам будущее» (1989), рассказы Ingcamu («Путешествие в…») (1987), Idubukele («Кушать подано!») (1988), а также Khulumani Sive («Speak Up») (2000). В своих рассказах и стихах Сара Мхонза говорит о насилии в отношении женщин и других несправедливостей в её родном Свазиленде — государстве на юго-востоке Африки, которое является одним из последних оставшихся в мире абсолютных монархий.

## Премии
- Hammett-Hellman Award (Human Rights Watch; 2002)
- Oxfam Novib/PEN Award[англ.] (ПЕН-клуб; 2005)